# Cap Saint-Cricq
Pour les articles homonymes, voir Saint-Cricq.
Appelé Cape Saint Cricq en anglais, le cap Saint-Cricq est un cap australien qui constitue le point le plus méridional de l'île Dorre, une île de l'océan Indien fermant le golfe communément appelé baie Shark, sur la côte ouest de l'Australie-Occidentale.
Il a été nommé par l'expédition vers les Terres Australes du Français Nicolas Baudin en l'honneur de Jacques de Saint-Cricq, monté à bord du Naturaliste en tant qu'enseigne de vaisseau.